# Acacia glaucocarpa
Acacia glaucocarpa — вид квіткових рослин з родини бобових. Ареал: Австралія (Квінсленд).

## Середовище
Росте у відкритому лісі чи рідколіссі або змішаних чагарникових лісах, на пісковику чи осадових породах, часто в глибокому ґрунті.

## Біоморфологічна характеристика
Це великий кущ або дерево до 10 метрів заввишки. Має потріскану кору з сірих або сіро-коричневих плям і слабо ребристі гілочки.

## Використання
Вважається, що Acacia glaucocarpa має добрі властивості виробництва целюлози, і в поєднанні з її дуже хорошими ранніми темпами росту, здається, має хороший потенціал для плантацій балансової деревини в цьому регіоні. Він також культивується в садах і парках внутрішніх тропічних і субтропічних зон, будучи помірно посухостійким, але чутливим до морозів.